# Эннан, Элисон
Элисон Реджина Эннан (англ. Alyson Regina Annan, 12 июня 1973, Новый Южный Уэльс, Австралия) — австралийская хоккеистка (хоккей на траве), нападающий, тренер. Двукратная олимпийская чемпионка 1996 и 2000 годов, двукратная чемпионка мира 1994 и 1998 годов как игрок, серебряный призёр летних Олимпийских игр 2016 года, чемпионка мира 2018 года, чемпионка Европы 2017 и 2019 года как тренер.

## Биография
Элисон Эннан родилась 12 июня 1973 года в пригороде Сиднея Уэнтвортвилл.
С 1988 года играла в хоккей на траве за «Кэмпбеллтаун» из Сиднея и «Нью-Саут-Уэльс Эрроуз» в Австралийской хоккейной лиге.
В 1992 году вошла в состав женской сборной Австралии по хоккею на траве на Олимпийских играх в Барселоне, занявшей 5-е место. Играла на позиции нападающего, провела 3 матча, забила 1 мяч в ворота сборной Нидерландов.
В 1993 году в составе юниорской сборной Австралии завоевала серебряную медаль чемпионата мира в Барселоне.
В 1994 году в составе сборной Австралии завоевала золотую медаль на чемпионате мира в Дублине.
В 1996 году вошла в состав женской сборной Австралии по хоккею на траве на Олимпийских играх в Атланте и завоевала золотую медаль. Играла на позиции нападающего, провела 8 матчей, забила 8 мячей (по три в ворота сборных Аргентины и Южной Кореи, по одному — Испании и Нидерландам). Стала лучшим снайпером турнира.
26 января 1997 года награждена медалью Ордена Австралии.
В 1996 и 1997 годах признавалась игроком года в чемпионате Австралии, в 1996 году — спортсменкой года в Новом Южном Уэльсе.
В 1998 году в составе сборной Австралии завоевала золотую медаль на чемпионате мира в Утрехте, став лучшим игроком и лучшим снайпером, а также на хоккейном турнире Игр Содружества в Куала-Лумпуре.
В 2000 году вошла в состав женской сборной Австралии по хоккею на траве на Олимпийских играх в Сиднее и завоевала золотую медаль. Играла на позиции нападающего, провела 8 матчей, забила 4 мяча (два в ворота сборной Нидерландов, по одному — Испании и Аргентине).
В 1998 и 2000 годах признана игроком года по версии Международной федерации хоккея на траве.
В составе сборной Австралии завоевала четыре золотых медали Трофея чемпионов: в 1993 году в Амстелвене, в 1995 году в Мар-дель-Плата, в 1997 году в Берлине, в 1999 году в Брисбене. Кроме того, на её счету ещё две бронзовых награды: в 2000 и 2001 годах в Амстелвене. В 1997 году она была признана лучшим игроком турнира.
В течение карьеры провела за женскую сборную Австралии 228 матчей, забила 166 мячей.
После завершения международной карьеры переехала в Нидерланды. Выступала за «Клейн Звитсерланд» из Гааги, в 2002 и 2003 годах была признана игроком года в чемпионате Нидерландов. В 2003 году после завершения игровой карьеры стала тренером «Клейн Звитсерланд» и национальной сборной до 18 лет.
В 2004 году вошла в тренерский штаб женской сборной Нидерландов на летние Олимпийские игры в Афинах, где ассистировала Марку Ламмерсу. Нидерландки завоевали серебро.
В сезоне 2012/13 возглавляла женскую команду клуба «Амстердамсе», выигравшую чемпионат Нидерландов. В 2013 году со сборной 18-летних выиграла чемпионат Европы в Дублине, а в 2014 году — чемпионат Европы в Ватерлоо уже с молодёжной сборной. В декабре 2015 года возглавила женскую сборную Нидерландов. В 2016 году на летних Олимпийских играх в Рио-де-Жанейро привела команду к серебряным медалям.
В 2018 году признана тренером года по версии Международной федерации хоккея на траве.

## Семья
Была замужем за хоккеистом сборной Аргентины Максом Калдасом (род. 1973), участником летних Олимпийских игр 1996 и 2004 годов.
После развода с Калдасом вступила в отношения с экс-капитаном женской сборной Нидерландов Кэрол Тейт (род. 1971), бронзовым призёром летних Олимпийских игр 1996 и 2000 годов. В сентябре 2005 года они вступили в брак. У пары двое детей, которых родила Эннан — Сэм Хенк Брайан Тейт (род. 2007) и Купер Тейт (род. 2008).

## Увековечение
10 октября 2013 года введена в Зал славы австралийского спорта.
Введена в Зал славы австралийского хоккея, Зал чемпионов Нового Южного Уэльса, Зал славы Нового Южного Уэльса.